# Ad libitum
Ad libitum è un'espressione della lingua latina che significa "a piacere", "a volontà", "a discrezione". L'espressione è utilizzata anche oggi col suo significato letterale per esprimere libertà di scelta da parte della persona in un determinato comportamento.
In passato era piuttosto frequente trovarla nei ricettari per indicare che la quantità di un dato ingrediente fosse a discrezione del cuoco (esempio: "sale e pepe ad libitum"); era anche comune nelle prescrizioni mediche, per indicare che il periodo d'uso di un medicinale potesse prolungarsi fino ad avvenuta guarigione. Oggi è quasi scomparsa da questi contesti, sostituita nei ricettari dalla locuzione "Quanto Basta", mentre nelle prescrizioni è divenuta prassi indicare con precisione il periodo di somministrazione.
L'espressione sopravvive negli spartiti musicali, quasi sempre nella forma abbreviata ad-lib, dove indica una serie di battute, in genere un ritornello alla conclusione del pezzo o una coda, che può essere ripetuta un numero indeterminato di volte, a scelta dell'esecutore, e che trae la sua origine quasi sempre da un'improvvisazione effettuata nella fase finale della composizione (da cui l'assenza di scrittura). Da questa abbreviazione trae origine il verbo to ad-lib, frequente nell'inglese colloquiale, che indica qualunque tipo di improvvisazione, specialmente quella attoriale.